# Větrov (Votice)
Větrov je část města Votice v okrese Benešov. Nachází se na jihovýchodě Votic. V roce 2009 zde bylo evidováno 20 adres. Větrov leží v katastrálním území Hostišov o výměře 4,61 km².

## Historie
První písemná zmínka o vesnici pochází z roku 1652.

## Galerie

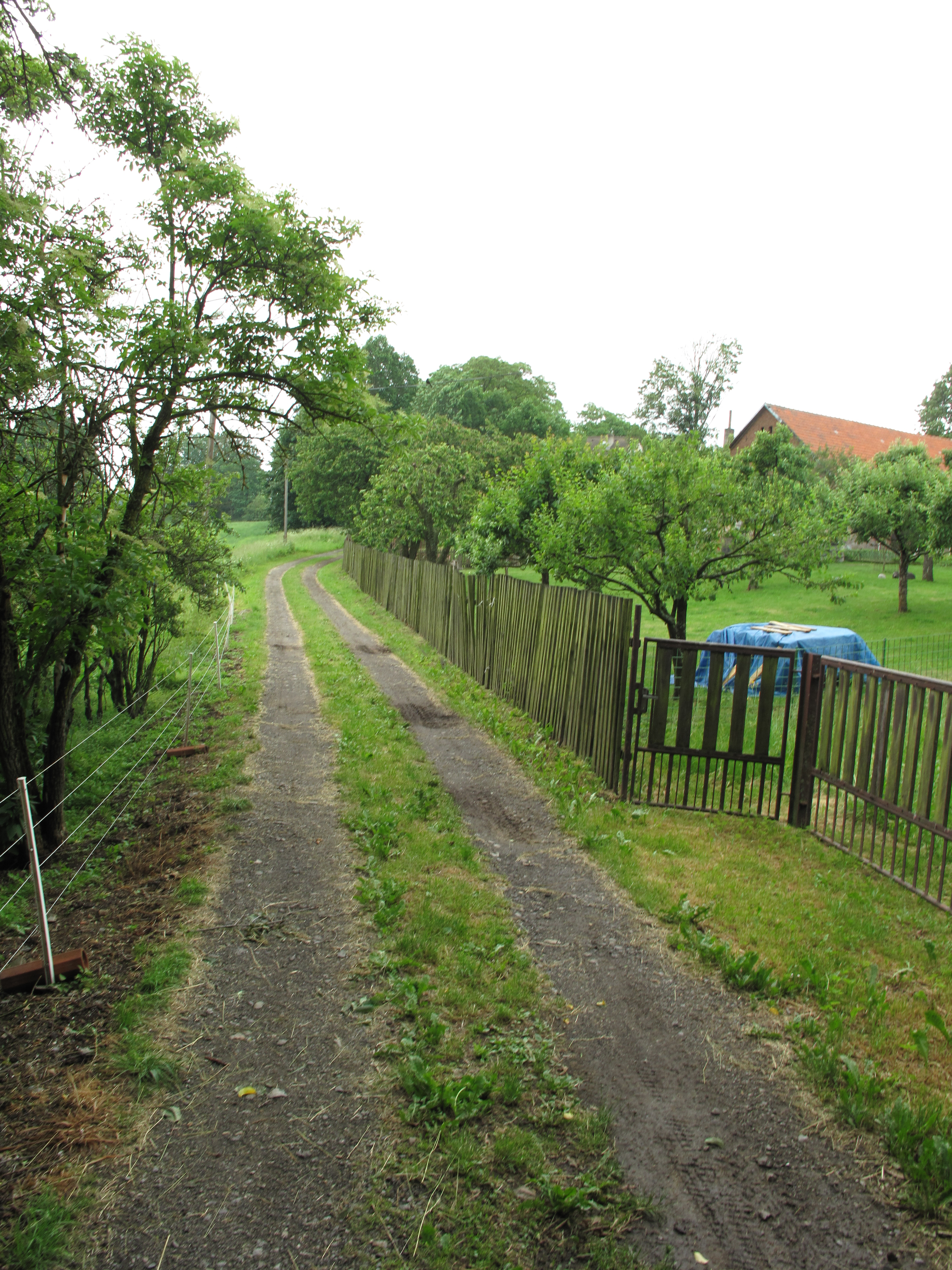
Cesta
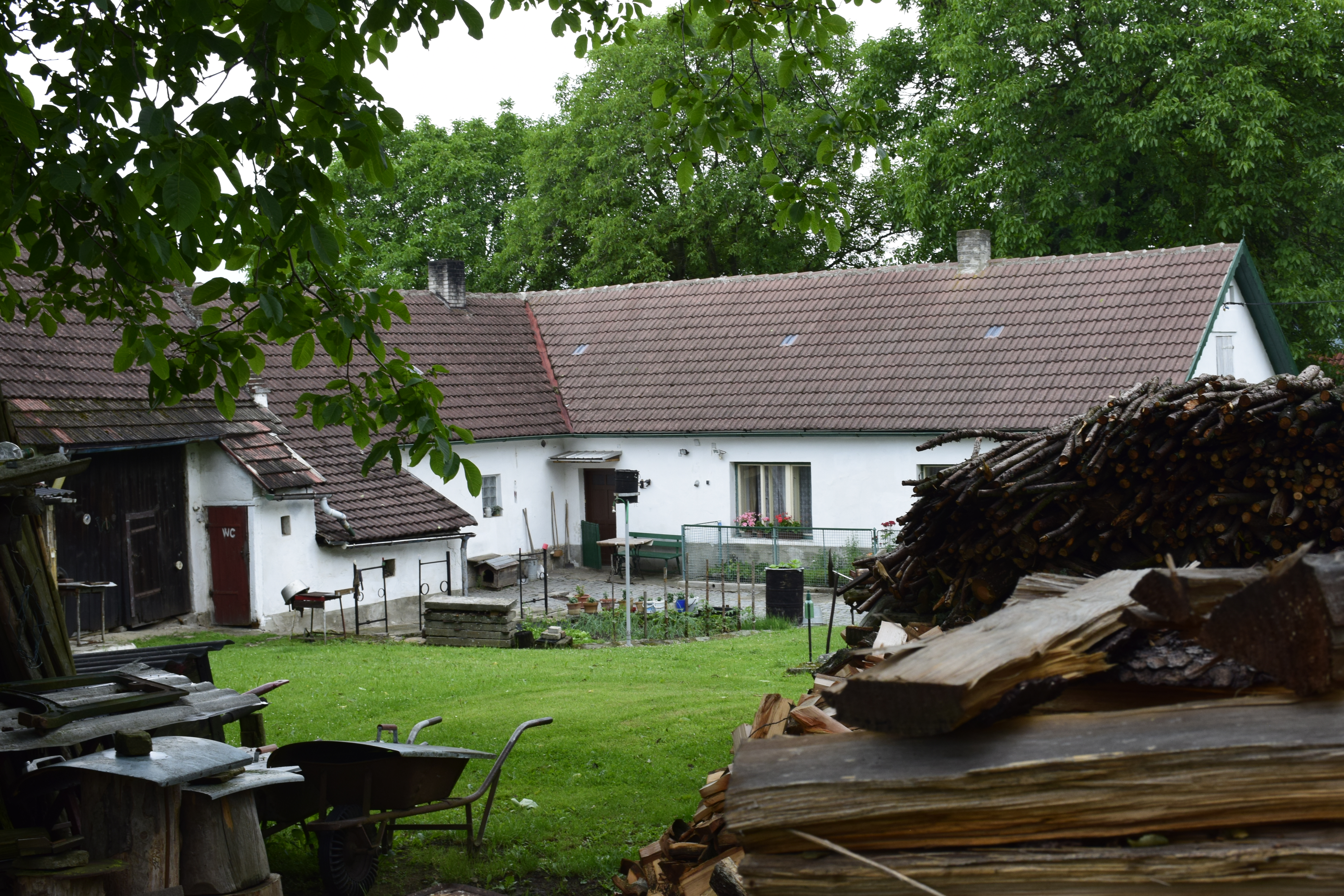
Dvorek
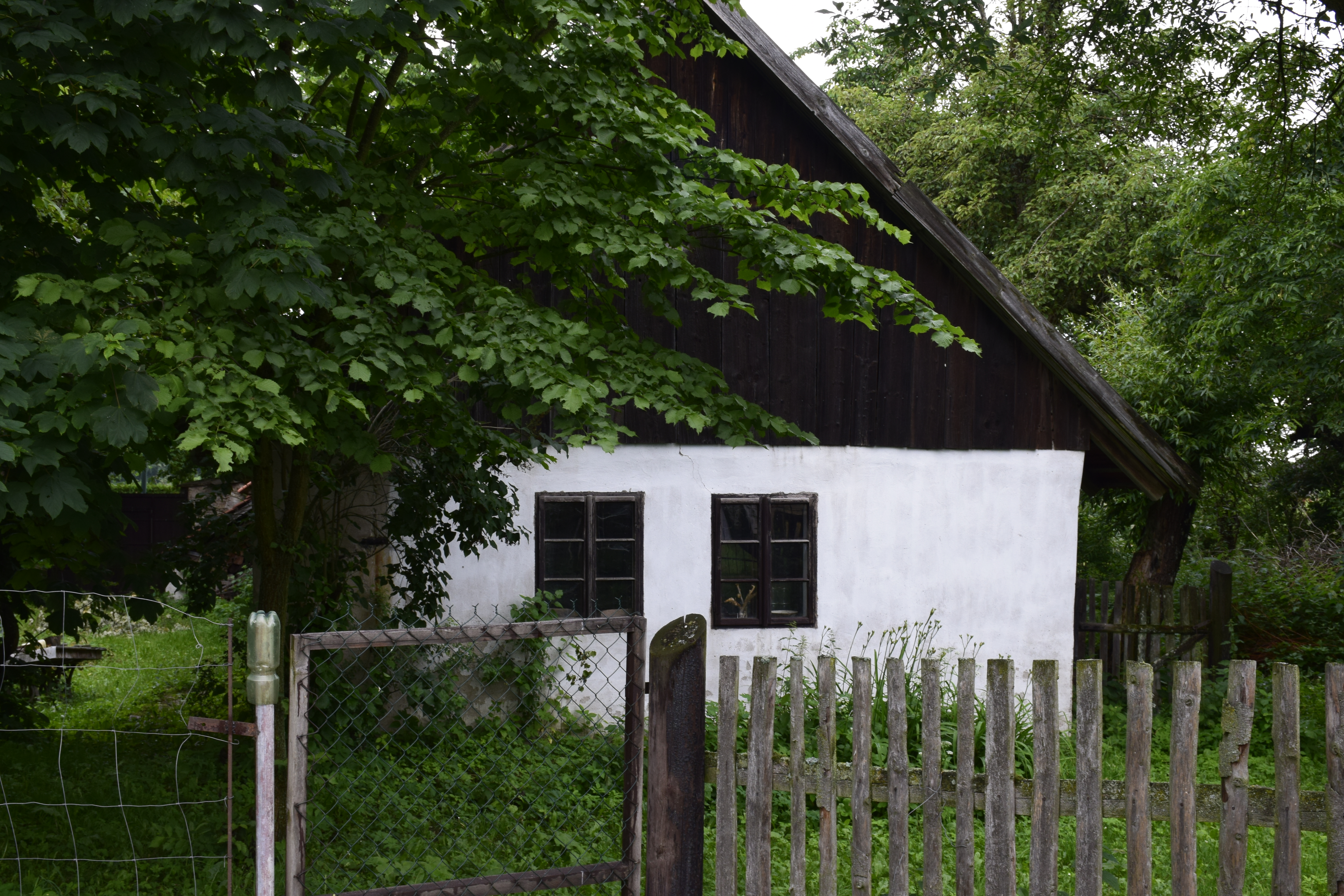
Chalupa